# Mohamed Lagraâ
Mohamed Lagraâ (en arabe : محمد لقرع) est un footballeur algérien né le 7 novembre 1986 à Aïn Kermes (wilaya de Tiaret), en Algérie. Il joue au poste de milieu de terrain défensif à la JSM Tiaret.

## Biographie
Mohamed Lagraâ joue plus de 200 matchs en première division algérienne.
Avec l'ES Sétif, il remporte la Ligue des champions d'Afrique en 2014, en battant le club congolais de l'AS Vita Club en finale.

## Palmarès

### National
- Championnat d'Algérie

Champion : 2012-13 et 2014-15 avec l'ES Sétif
Vice-champion : 2015-16 avec la JS Saoura
- Coupe d'Algérie

Vainqueur : 2017-18 avec l'USM Bel Abbès
Finaliste : 2010-11 avec l'USM El Harrach
- Supercoupe d'Algérie

Vainqueur : 2018 avec l'USM Bel Abbès

### International
- Ligue des champions de la CAF

Vainqueur : 2014 avec l'ES Sétif
- Supercoupe de la CAF

Vainqueur : 2015 avec l'ES Sétif